# Spoorlijn Oslo - Bergen
De Spoorlijn Oslo - Bergen, ook wel Bergensbanen genoemd, is een spoorlijn tussen de Noorse hoofdstad Oslo en Bergen. Het is de hoogstgelegen hoofdspoorlijn in Europa. Hij gaat over de Hardangervidda-hoogvlakte tot meer dan 1200 meter boven zeeniveau.

## Geschiedenis
Oorspronkelijke opzet van de Bergensbanen was de verbinding verwezenlijken tussen de belangrijkste steden Bergen en Stockholm in het verenigde koninkrijk van Noorwegen en Zweden. Reeds in 1870 waren er plannen om Bergen via een spoorlijn met de hoofdstad Oslo te verbinden. Er waren verschillende plannen ingediend voordat een besluit in het Storting, het Noorse parlement, werd genomen. Het eerste deel van het oorspronkelijke traject, van Voss tot het hoogste punt bij Finse, werd in 1894 goedgekeurd. Voor de rest van het traject volgde goedkeuring in 1898.
De bouw van het traject was zonder meer indrukwekkend te noemen. Zo moest er op hoogtes ver boven zeeniveau aangelegd worden in een regio zonder wegen bij temperaturen onder het vriespunt. De aanleg van de tunnels gebeurde hoofdzakelijk door handarbeid waarbij door een massief gesteente geboord moest worden. Voor de aanleg van bijvoorbeeld de tunnel bij Gravhals had men zes jaar nodig.
Het deeltraject van Voss naar Myrdal werd in 1906 geopend. Het gehele traject werd op 27 november 1909 opengesteld voor personenvervoer.
Koning Haakon VII zei tijdens de opening dat de Bergensbanen een meesterwerk van die tijd was.
|  |

In 1993 werd het hoogste punt van het traject, bij Taugevatn op 1300 meter boven zeeniveau, vervangen door een 10,3 kilometer lange tunnel.
Het hoogste station van het traject is nu Finse op 1222,2 meter boven zeeniveau.
De treindiensten op het traject worden verzorgd door de Norges Statsbaner (NSB).

### Ongeval
Bij een botsing met een vallend rotsblok tussen Bulken en Evanger op 23 december 2005 werd locomotief El 14.2175 zwaar beschadigd en ter plaatse gesloopt.

## Traject
Het traject heeft een totale lengte van circa 493 km waarvan 182 tunnels met een gezamenlijke lengte van 73 km. De langste tunnel is circa 10,6 km lang. Op het traject zijn circa 300 bruggen over  rivieren en stromen. Het hoogste station is in Finse, 1222,2 meter boven zeeniveau. Het hoogste punt was Taugevatn dicht bij Finse op 1300 meter. De totale reistijd van het traject is circa 6-7 uren.

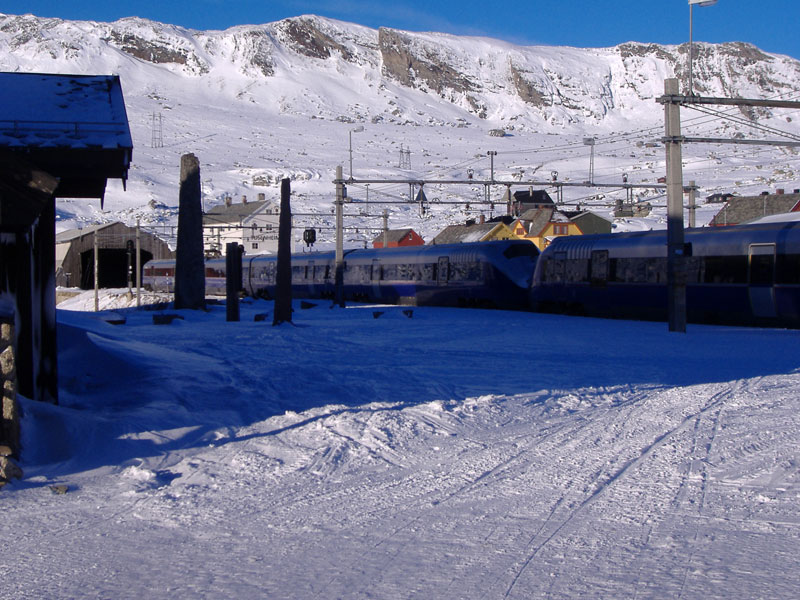
Tunnel bij Finse

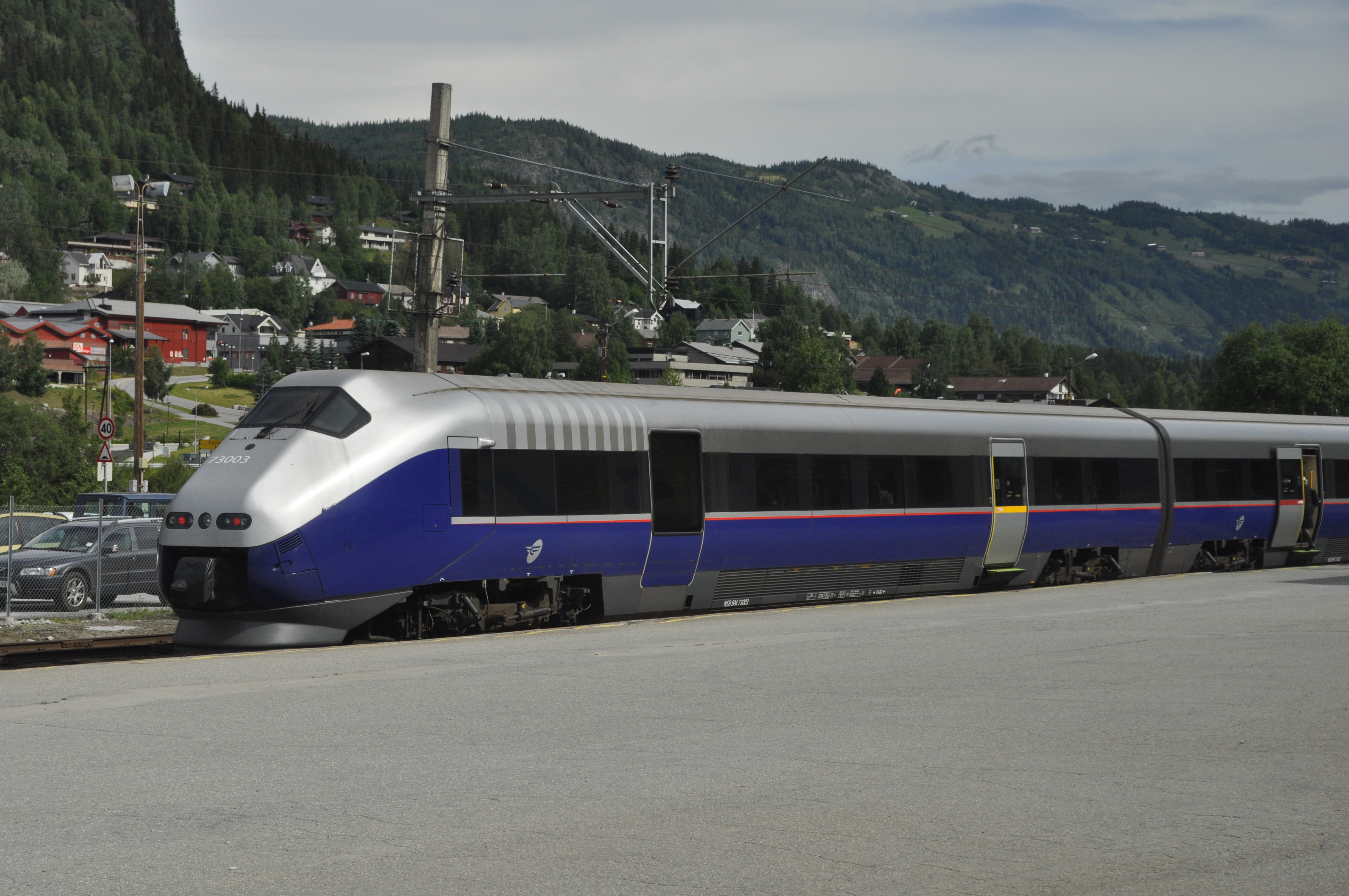
Bergensbanen trein

In de loop van 1996 werd het tracévoorstel van de NSB van de Ringeriksbanen door de Minister van Vervoer goedgekeurd. Dit wordt een nieuwe verbinding van Oslo via Sandvika naar Hønefoss, om de treindienst naar Bergen die nog via Drammen en Hokksund wordt gereden, te versnellen.
Bij Myrdal kan er worden overgestapt op de spectaculaire Flåmsbana naar Flåm.

## Toeristische attractie
Het traject is een populaire toeristische attractie. De toeristische fietsroute Rallarvegen loopt langs de lijn.

## Treindiensten
De Norges Statsbaner verzorgt het personenvervoer op dit traject met NSB Regiontog / RB treinen.
De treindienst wordt onder meer uitgevoerd met treinstellen van het type BM 73 en treinen getrokken door locomotieven van het type El 18.
- RB 41: Oslo S - Bergen

## Aansluitingen
In de volgende plaatsen was of is er een aansluiting van de volgende spoorwegmaatschappijen:

### Oslo Sentralstasjon
- Drammenbanen, spoorlijn tussen Drammen en Oslo S
- Dovrebanen, spoorlijn tussen Trondheim en Oslo S
- Sørlandsbanen, spoorlijn tussen Stavanger en Olslo S
- Gjøvikbanen, spoorlijn tussen Gjøvik en Oslo S
- Østfoldbanen, spoorlijn tussen Kornsjø en Oslo S
- Kongsvingerbanen, spoorlijn tussen Magnor en Oslo S
- Hovedbanen, spoorlijn tussen Eidsvoll en Oslo S
- Gardermobanen, spoorlijn tussen Nye Eidsvoll en Oslo S
- Follobanen, spoorlijn tussen Ski en Oslo S

### Drammen
- Vestfoldbanen, spoorlijn tussen Drammen en Vestfold
- Sørlandsbanen, spoorlijn tussen Stavanger en Olslo S
- Randsfjordbanen, spoorlijn tussen Drammen en Randsfjord
- Vestfoldbanen, spoorlijn tussen Drammen en Skien

### Hønefoss
- Randsfjordbanen, spoorlijn tussen Drammen en Randsfjord
- Roa-Hønefossbanen, spoorlijn tussen Roa en Hønefoss

### Myrdal
- Flåmsbana, spoorlijn tussen Myrdal en Flåm aan de Aurlandsfjord

### Voss
- Hardangerbanen, spoorlijn tussen Voss en Granvin (opgebroken vanaf Palmafoss)

## Tractie
Op het traject werden de treinen tot 1957 gereden met stoomlocomotieven. Na de Tweede Wereldoorlog werden de stoomtreinen geleidelijk vervangen door diesellocomotieven. Vanaf 1964 rijden de treinen met elektrische locomotieven.

## Elektrische tractie
Het traject werd in 1964 geëlektrificeerd met een spanning van 15.000 volt 16 2/3 Hz wisselstroom.